# Dalanbayar Delgermaa
Dalanbayar Delgermaa (9 september 1992) is een Mongools langebaanschaatser die actief was tussen 2007 en 2018. Ze reed in haar schaatscarriere 20 nationale records bij de senioren op verschillende afstanden en in klassementen.
In haar juniorentijd reed ze twaalf keer een nationaal record en behaalde drie allroundtitles. Bij de senioren behaalde ze vijf allroundtitels (in de minicombinatie, 500/1500/1000/3000m) en twee sprinttitels. In 2009 won ze de zilveren medaille op de Aziatische kampioenschappen schaatsen 2012 op de 1500 meter. Ook deed ze mee aan diverse andere internationale wedstrijden in Azië, Canada en Europa.

## Persoonlijke records
| Afstand    | Tijd      | Datum            | Baan    |
| ---------- | --------- | ---------------- | ------- |
| 500 meter  | 41,54     | 02 november 2013 | Calgary |
| 1000 meter | 1.21,69   | 19 maart 2016    | Calgary |
| 1500 meter | 2.06,64   | 20 maart 2016    | Calgary |
| 3000 meter | 0 4.25,69 | 2 november 2013  | Calgary |
| 5000 meter | 8.40,00   | 8 januari 2012   | Astana  |